# Трясоголов
Трясоголов (рос. Трясоголов) — село в Хвастовицькому районі Калузької області Російської Федерації.
Населення становить 5 осіб. Входить до складу муніципального утворення Присілок Стайки.

## Історія
Від 2004 року входить до складу муніципального утворення Присілок Стайки

## Населення
| 2002 | 2010 |
| ---- | ---- |
| 6    | ↘5   |